# Oksági homályosság
Az oksági homályosság az információs aszimmetriával foglalkozó gazdálkodástudományi irodalom egy területe. Az oksági homályosság az erőforrások és képességek rendszeréhez kapcsolódó információs hiányt jelenti: mitől sikeres egy vállalat, és mitől kevésbé sikeres egy másik?
Az információs probléma a vállalaton belül és azon kívül egyaránt jelentkezik: míg a külső oksági homályosság (másolhatósági korlátként) előnyt jelenthet a vállalat számára, addig a belső (információs korlátként) hátrányt okozhat. A téma kutatása Magyarországon Bakonyi Zoltán nevéhez fűződik.

## Elméleti háttér
Az oksági homályosság az erőforrás-alapú elmélet keretein belül értelmezendő. Az erőforrás-alapú elmélet (en:Resource-based view) szerint egy vállalat teljesítményét és versenyelőnyét annak költségesen másolható jellemzői határozzák meg (Conner, 1991). A teljesítménykülönbségek magyarázatához a fenntartható versenyelőny (sustainable competitive advantage) fogalma jelent kulcsot. Barney (1991) szerint akkor beszélhetünk fenntartható versenyelőnyről, ha egy vállalat olyan értékteremtő stratégiát alkalmaz, melyet vele egyidejűleg, egyik jelenlegi vagy potenciális versenytársa sem képes lemásolni, alkalmazni, helyettesíteni. Az ilyen értékteremtő stratégia járadékot ("rent") generál a vállalat számára.
Prahalad és Hamel (1990) modelljükben definiálják az alapvető képességek (en:Core competency) fogalmát, mely egyedi képességek egy olyan csoportját jellemzi, amelyek hozzáférést biztosítanak különböző piacokhoz, nem termék-specifikusak, nehezen másolhatóak, és jelentősen befolyásolják a fogyasztóknak nyújtott értéket.
Az erőforrás-alapú elmélet továbbfejlesztésével kialakult a tudásalapú megközelítés ("knowledge-based view", avagy en:Knowledge-based theory of the firm), melynek lényege, hogy a vállalat legfontosabb versenyelőnyt jelentő tényezője az egyének tudása (Grant, 1996).
A vállalat tehát erőforrások és képességek bonyolult rendszere, mely "bonyolultság" oksági homályosságot eredményezhet: ez röviden az erőforrások és képességek rendszeréhez kapcsolódó információs hiány.
Rendelkezhetünk információval az adott erőforrás vagy képesség...
- létezéséről,
- stratégiai szerepéről,
- más erőforrások vagy képességekhez történő kapcsolódásairól,
- működéséről,
- fejlődéséről és amortizációjáról

Reed és DeFilippi (1990) alapján az erőforrások három tulajdonsága erősítheti az oksági homályosságot:
- a specifikusság (specificity), egyediség: egy erőforrás nem szerezhető be a piacon, illetve kifejezetten egy adott vállalatra jellemző
- a tacitság (tacitness): az erőforrás/képesség leírása, kodifikálása nem lehetséges
- a komplexitás (complexity): bonyolult, összefüggő, ok-oksági hálózat

Minél specifikusabb, tacitabb, illetve komplexebb egy adott erőforrás, vagy képesség, annál erősebb a hozzá köthető oksági homályosság.
Az oksági homályosság megszüntetése erőforrásokhoz és képességekhez köthető információk megszerzésével lehetséges. E folyamatot két fő tényező nehezíti:
- a feltárási költségek és hasznok
- a változékonyság

Mosakowski (1997) az oksági homályosság stratégiaalkotásra kifejtett hatását tárgyalja döntéselméleti alapokon, megkülönböztetve olyan oksági homályosságot, mely "ex ante" (előzetesen) megszüntethető, vagy ami "ex post" (utólag) megszüntethető, illetve amelyik sosem oldható fel.

## A külső és belső nézőpont ellentmondása
Külső és belső nézőpontot vehetünk föl a vizsgálat során, melyek szerint:
- Külső nézőpont: Minél kevesebb információja van egy versenytársnak a cég erőforrásairól, annál nehezebben lesz képes azokat lemásolni. Ezáltal az oksági homályosság másolhatósági korlát lehet. (Fontos kitétel azonban, hogy az oksági homályosság önmagában nem okoz versenyelőnyt, az csak a versenyelőny fenntartását segítheti elő.) Meg kell említeni, hogy a másolhatóságnak létezik abszolút korlátja, azaz nem lehetséges minden erőforrást tökéletesen lemásolni. Példaként említhetjük a reputációs erőforrásokat, a márkanevet—lehetséges, hogy rájövünk, hogy milyen tényezőktől alakult ki a Coca-Cola márkája, de annak másolását a nagy költségek miatt nem leszünk képesek elvégezni.
- Belső nézőpont: a menedzsmentnek ugyanakkor szüksége van az erőforrásokkal és képességekkel kapcsolatos információkra a stratégiaalkotáshoz, valamint az innovációhoz, melyek a jövedelmezőség alapjai.

A vállalat érdeke tehát, hogy az oksági homályosságot a vállalaton belül minimalizálja, vállalaton kívül pedig maximalizálja.

## Alkalmazott menedzsment-eszközök
A cégvezetés a következő menedzsment-eszközökkel élhet a helyzet kezelésére:
- kereszt-funkcionális csoportok: egyszerűbbé teheti a különböző szervezeti egységek közötti kommunikációt, hozzájárulva ahhoz, hogy több információt szerezhessenek egymásról (Grant, 1996).[5]
- információs-rendszerek: gyors információ-szerzés, egyszerűbb stratégia-alkotás (Ein-Dor és Segev, 1978)[8]
- a megegyezéses eredménycélokkal történő vezetés ("Management by Objectives", MbO)

## Verseny vagy kooperáció
Érdekes aspektus az oksági homályosság és a szövetségek kérdése. Napjainkban a vállalatok szövetségi rendszereket alkotnak a méretgazdaságosság, illetve egyéb speciális előnyök megszerzése érdekében. Gyakran előfordul, hogy ezek a vállalatok egymás versenytársai és tevékenységüket csak bizonyos téren osztják meg. (Bakonyi, 2010)